# Rima Krieger
Rima Krieger és una estructura geològica del tipus rima a la superfície de la Lluna, situada amb el sistema de coordenades planetocèntriques a 29.56 ° de latitud N i -46.05 ° de longitud E. Fa un diàmetre de 22.62 km. El nom va ser fet oficial per la UAI l'any 1985 i fa referència al proper cràter Krieger.